# La corsa all'amore (film 1930)
La corsa all'amore (Burning Up) è un film statunitense del 1930 diretto da A. Edward Sutherland.

## Trama
Il pilota di auto da corsa Lou Larrigan si confonde con una banda di promotori di piste ed è innamorato di Ruth Morgan, il cui padre è considerato una vittima dalla banda.